# Třeboc
Třeboc (německy Trebotz) je obec v okrese Rakovník ve Středočeském kraji. Leží v údolí Klášterského potoka zhruba dvanáct kilometrů severovýchodně od Rakovníka. Žije zde 154 obyvatel.

## Historie

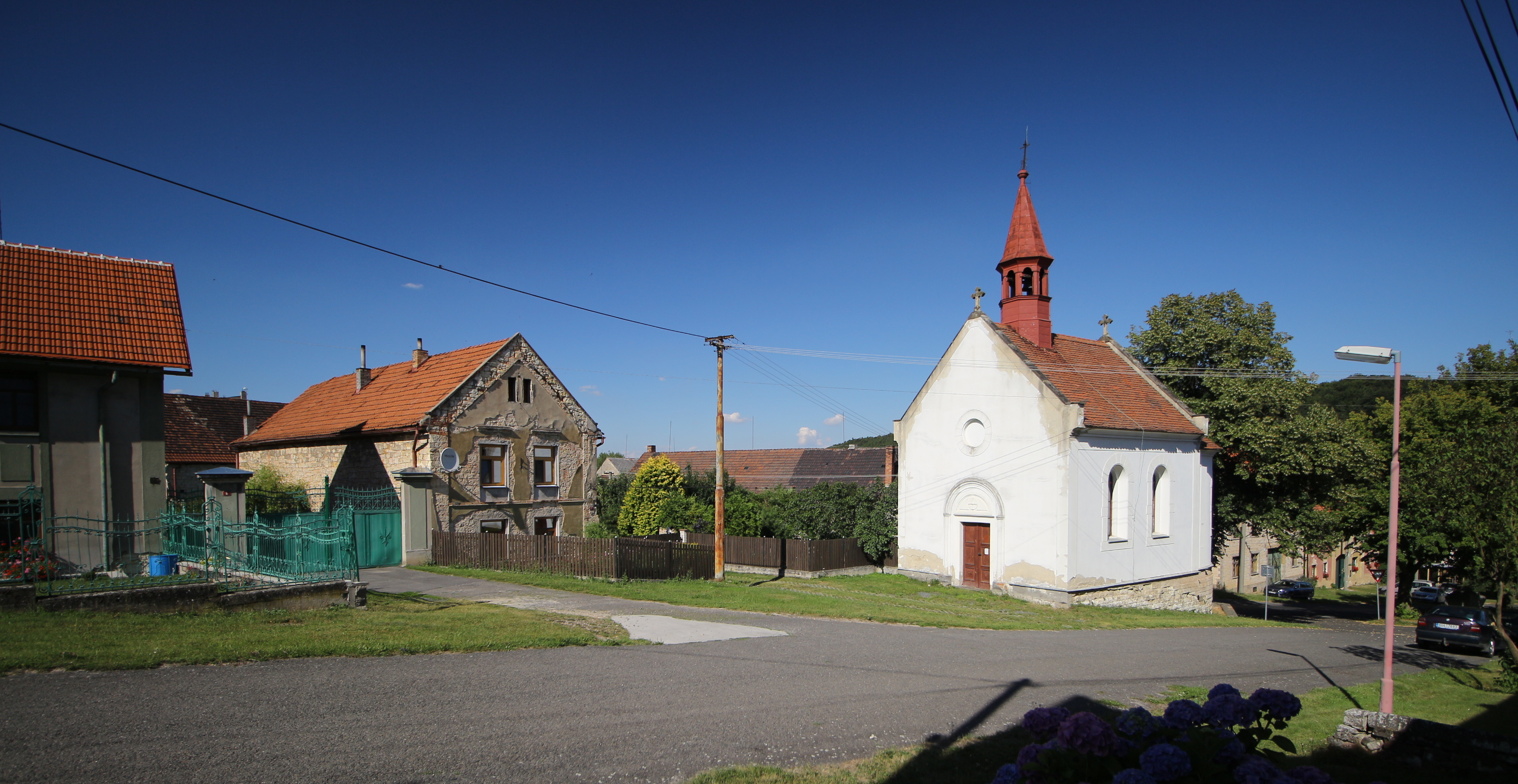
Náves obce s kaplí svatého Vojtěcha

První písemná zmínka o vesnici pochází z roku 1405, kdy patřila Petrovi z Rabštejna, který na zdejší tvrzi sídlil až do roku 1416. Polovinu panství po jeho smrti zdědil Hynek z Rabštejna a Prohoře, ale po jeho smrti připadlo jako odúmrť králi Václavu IV., od kterého ji získal Petr z Kokota. Ten vyplatil starší pohledávky a jeho polovina byla manstvím Vyšehradu. Po Petrovi se majiteli stali Ondřej Špalek ze Slatiny a po něm jeho manželka Kateřina a Oldřich z Kokota, který tvrz prodal Janu Jiskrovi z Plotišť. Poslední zmínka o tvrzi je z roku 1457. Zanikla beze zbytku ještě ve druhé polovině patnáctého století, protože panstvo žilo na jiných sídlech. Pravděpodobně stála v blízkosti kostela. Třeboc byla připojena k panství zámku v Olešné a později k Divicím a od roku 1687 k Cítolibům.
Ve vsi Třeboc (534 obyvatel, katol. kostel) byly v roce 1932 evidovány tyto živnosti a obchody: družstvo pro rozvod elektrické energie v Třeboci, 2 hostince, obchod s chmelem, kolář, konsum Budoucnost, 2 kováři, krejčí, lom, 4 obuvníci, 2 obchody s ovocem a zeleninou, rolník, řezník, sedlář, 4 obchody se smíšeným zbožím, spořitelní a záložní spolek v Třeboci, 2 tesařští mistři, 2 trafiky, 2 truhláři.

## Obyvatelstvo
| Rok            | 1869 | 1880 | 1890 | 1900 | 1910 | 1921 | 1930 | 1950 | 1961 | 1970 | 1980 | 1991 | 2001 | 2011 | 2021 |
| -------------- | ---- | ---- | ---- | ---- | ---- | ---- | ---- | ---- | ---- | ---- | ---- | ---- | ---- | ---- | ---- |
| Počet obyvatel | 505  | 530  | 476  | 501  | 534  | 527  | 476  | 349  | 280  | 237  | 186  | 150  | 128  | 133  | 164  |
| Počet domů     | 73   | 83   | 84   | 85   | 87   | 97   | 106  | 112  | 100  | 88   | 66   | 93   | 98   | 95   | 95   |

## Obecní správa

### Územněsprávní začlenění
Dějiny územněsprávního začleňování zahrnují období od roku 1850 do současnosti. V chronologickém přehledu je uvedena územně administrativní příslušnost obce v roce, kdy ke změně došlo:
- 1850 země česká, kraj Cheb, politický okres Rakovník, soudní okres Louny[9]
- 1855 země česká, kraj Žatec, soudní okres Louny
- 1868 země česká, politický i soudní okres Louny
- 1939 země česká, Oberlandrat Kladno, politický i soudní okres Louny[10]
- 1942 země česká, Oberlandrat Praha, politický i soudní okres Louny[11]
- 1945 země česká, správní i soudní okres Louny[12]
- 1949 Pražský kraj, okres Nové Strašecí[13]
- 1960 Středočeský kraj, okres Rakovník
- 2003 Středočeský kraj, obec s rozšířenou působností Rakovník

### Obecní symboly
Znak a vlajka byly obci uděleny rozhodnutím předsedkyně Poslanecké sněmovny Parlamentu České republiky dne 27. června 2025.

## Doprava
Dopravní síť
- Pozemní komunikace – Obcí vede silnice II/229 Rakovník – Louny.
- Železnice – Železniční trať ani stanice na území obce nejsou.

Veřejná doprava 2011
- Autobusová doprava – V obci zastavovaly autobusové linky Rakovník–Louny (v pracovních dnech 3 spoje, o víkendech 1 spoj), Rakovník – Kroučová – Kozojedy (v pracovních dnech 4 spoje), Louny – Ročov – Řevničov (v pracovních dnech 8 spojů, o víkendech 2 spoje).

## Pamětihodnosti
- Kaple svatého Vojtěcha
- Východní částí katastrálního území Třeboc vede naučná Uhelná stezka.